# Сухой Лог (Томская область)
Сухо́й Лог — село в Чаинском районе Томской области, Россия. Входит в состав Подгорнского сельского поселения.

## История
Основано в 1920 году. По данным 1926 года на хуторе Сухой Лог имелось 2 хозяйства и проживало 11 человек (в основном — русские). В административном отношении входила в состав Подгорнского сельсовета Чаинского района Томского округа Сибирского края.

## Население
| 1926 | 1931 | 1940 | 1956 | 1995 | 1996 | 1997 |
| ---- | ---- | ---- | ---- | ---- | ---- | ---- |
| 11   | ↗48  | ↗170 | ↘138 | ↗181 | ↘180 | ↗182 |
| 1998 | 1999 | 2002 | 2010 | 2012 | 2013 | 2014 |
| ↘166 | ↗170 | ↘157 | ↘146 | ↗147 | ↘141 | ↗145 |
| 2015 | 2021 |      |      |      |      |      |
| ↘143 | ↘137 |      |      |      |      |      |

Половой состав
По данным Всероссийской переписи населения 2010 года в гендерной структуре населения мужчины составляли 52,7 %, женщины — соответственно 47,3 %.
Национальный состав
По данным 1926 года на хуторе проживали в основном русские.
Согласно результатам переписи 2002 года, в национальной структуре населения русские составляли 85 %.